# Braås GoIF
Braås GoIF är en svensk fotbollsklubb som grundades 1925. Klubben ligger i Braås.
Bröderna Jesper Jansson och Ulrik Jansson är exempel på spelare som har lyckats nationellt som kommer från den lilla klubben.